# Králíček ohnivý
Králíček ohnivý (Regulus ignicapilla) je malý zpěvný pták z čeledi králíčkovitých, hned po králíčku obecném vůbec nejmenší evropský pták.

## Popis

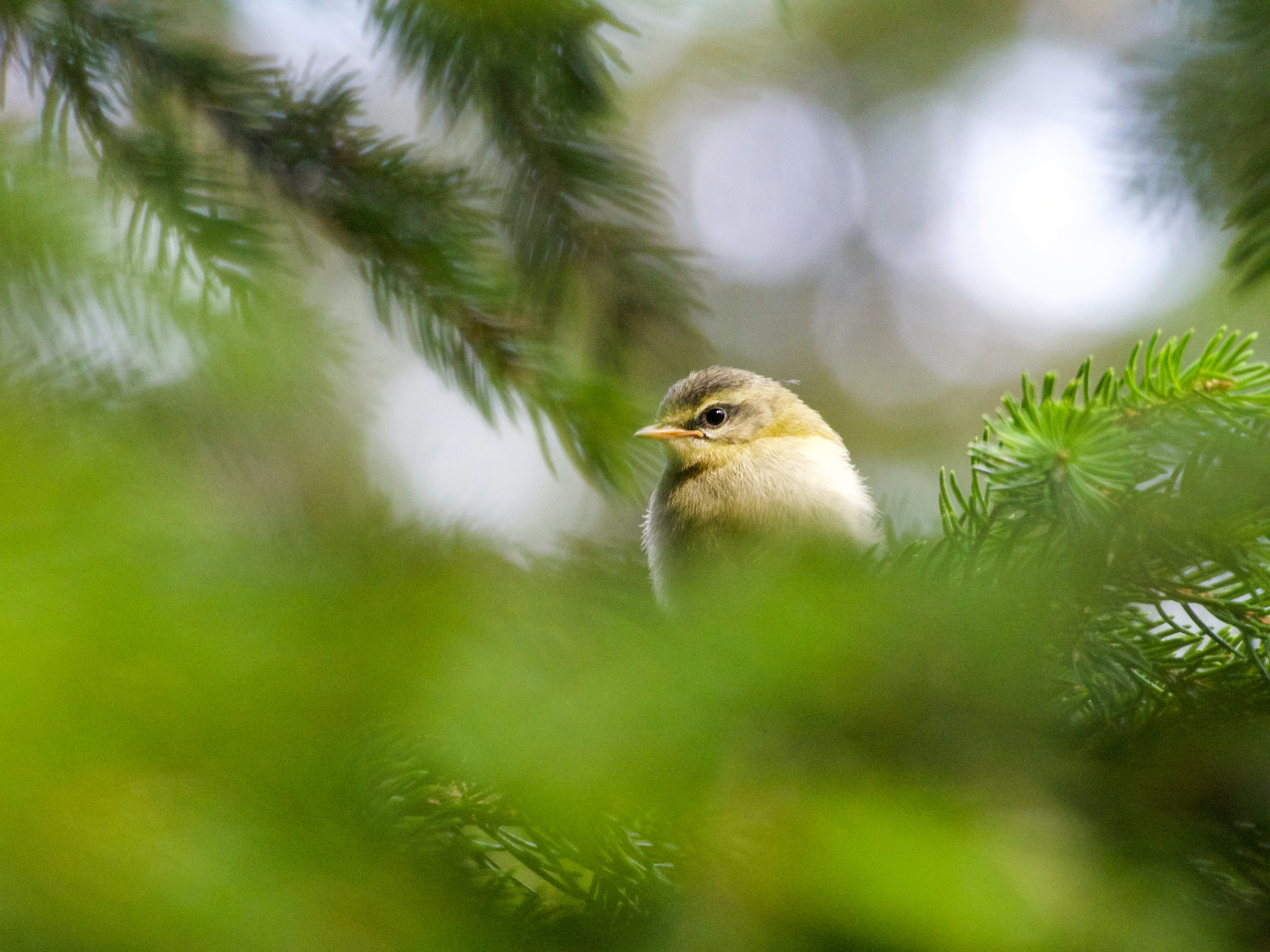
Mladý pták

Nápadný, 9 cm velký zavalitý pták s rozpětím křídel mezi 13 - 16 cm a hmotností kolem 6 g. Má zelenavý hřbet, černobílá křídla, tmavý ocas, světlé břicho, poměrně dlouhé, oranžově zbarvené končetiny a světlou hlavu s nápadným bílým pruhem nad okem, černým temenem s nápadným podélným proužkem a štíhlým, šedě zbarveným zobákem. Samec má proužek na černém temeni oranžový, samice žlutý. Mladí jedinci černé temeno s proužkem zcela postrádají. 
Ve volné přírodě bývá velice často zaměňován s podobným králíčkem obecným (Regulus regulus), který nemá na rozdíl od králíčka ohnivého viditelný bílý proužek nad okem.

## Rozšíření
Žije v horských a podhorských jehličnatých, především smrkových lesích v Evropě na západ od Bugu, Malé Asie a Maghrebu. Za tahu se často objevuje i ve smíšených a listnatých lesích. Celá evropská populace je poměrně rozsáhlá a čítá 6 700 000 – 13 000 000 jedinců. Je částečně tažný, zimuje v severní Africe, jižní Francii a na Pyrenejském poloostrově.
V České republice pravidelně hnízdí 50 - 100 000 párů a zimuje 3 - 6 000 jedinců.

## Chování

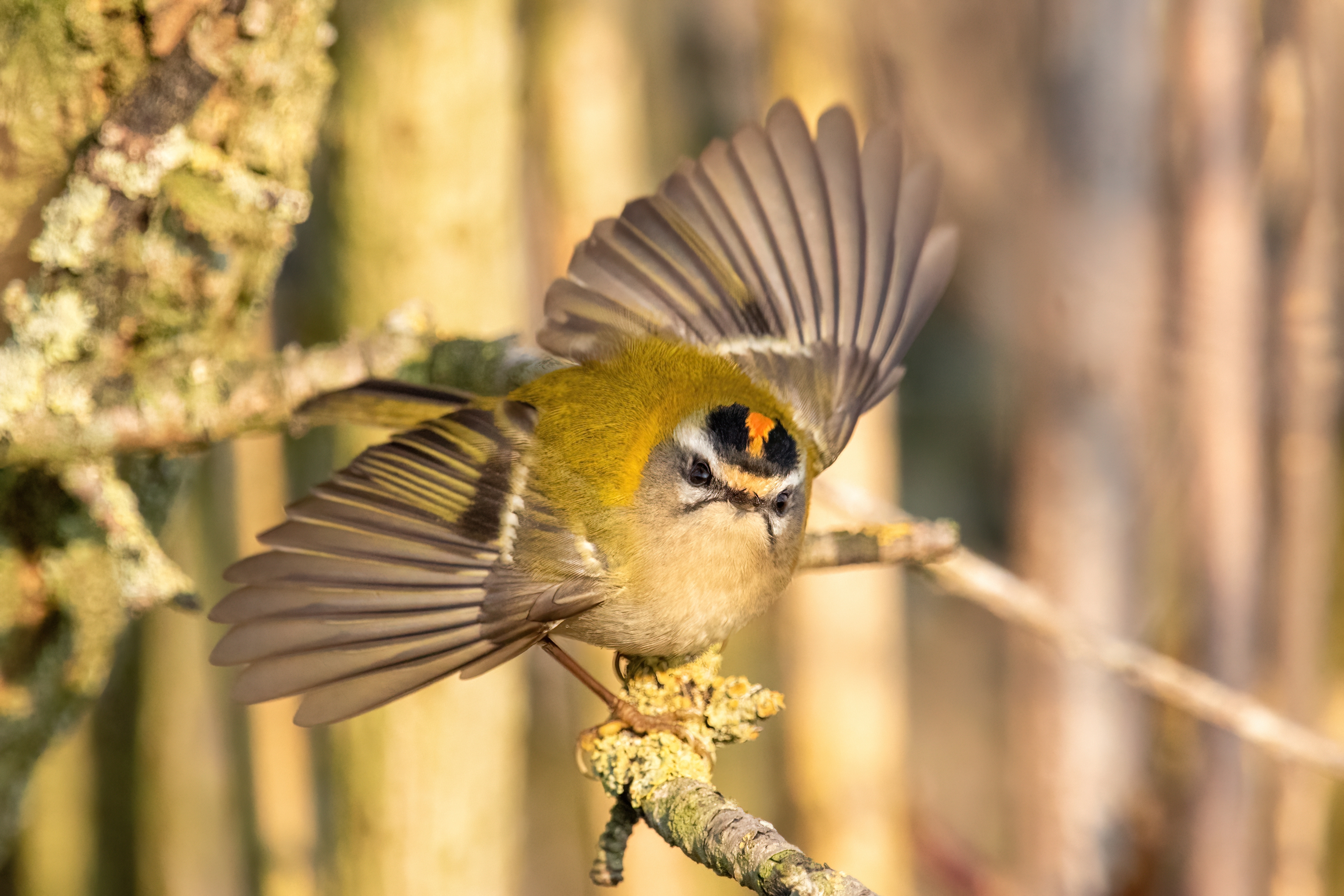
Králíček ohnivý neustále třepetá křídly

Vyskytuje se zpravidla jednotlivě a na rozdíl od králíčka obecného za tahu nevytváří malá hejna. Jen v zimě jej můžeme spatřit v hejnech sýkor. Velmi neklidně prolézá a prolétá v korunách stromů. Ozývá se nápadným „sísisisisi“ v jedné řadě.

## Hnízdění

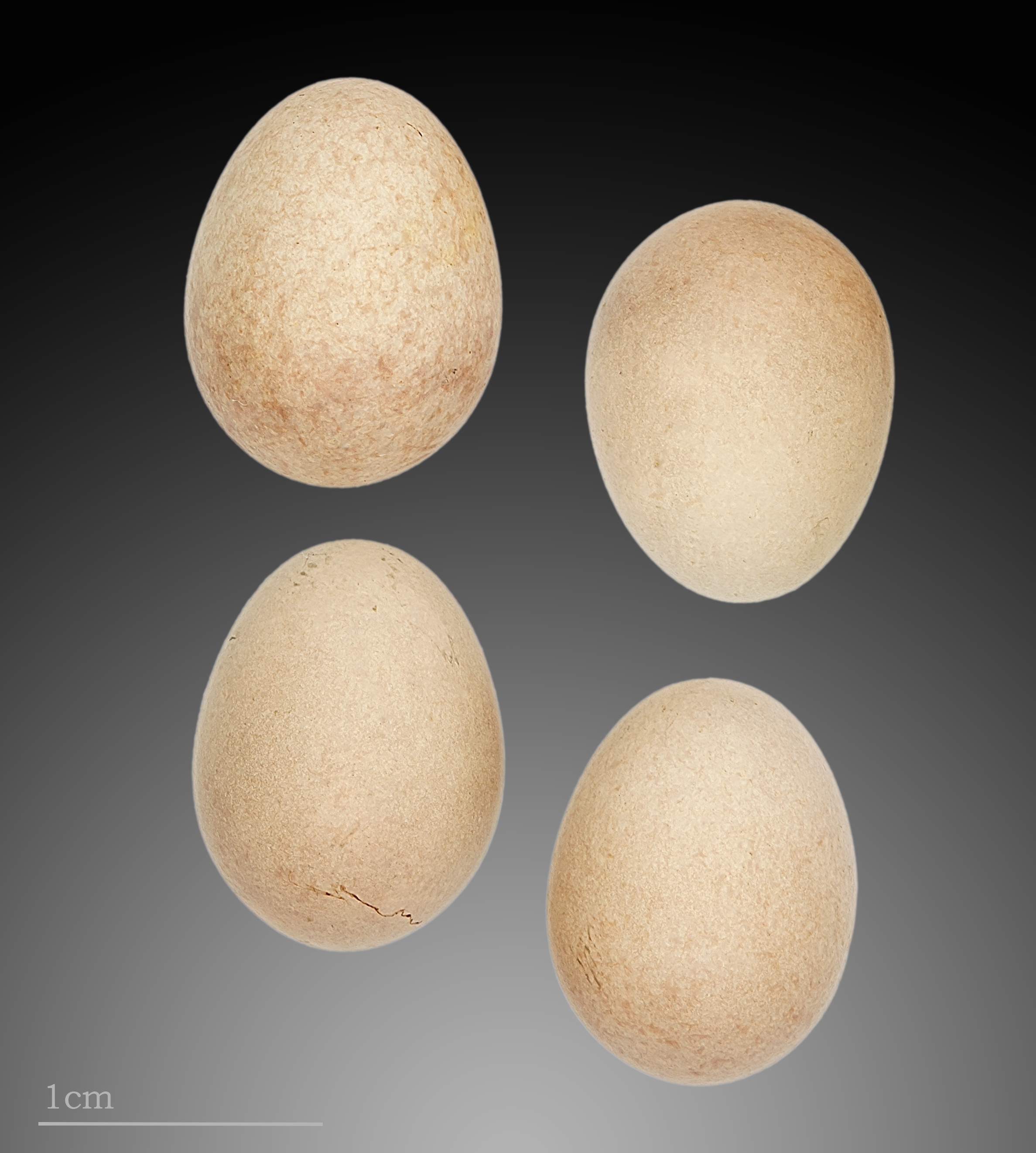
Regulus ignicapilla

Ročně mívá dvě snůšky, první v květnu a druhou v červnu. Jedna snůška obsahuje 7 - 10 bílých, 13 × 10 mm velkých vajec s jemným hnědým skvrněním. Jejich inkubační doba trvá 13 - 15 dní. Mláďata opouštějí hnízdo po 14 - 15 dnech života.

## Potrava
Živí se drobným hmyzem, jeho larvami a semeny jehličnatých dřevin.